# Marcha sobre Roma
La marcha sobre Roma (en italiano, Marcia su Roma) fue una marcha con destino a Roma organizada por Benito Mussolini, entonces dirigente del Partido Nacional Fascista, entre el 27 y el 29 de octubre de 1922, que lo llevó al poder italiano. La marcha marcó el final del sistema parlamentario y el principio del régimen fascista, aunque la manera en la cual Benito Mussolini se convirtió en jefe de gobierno estaba paradójicamente de acuerdo con el Estatuto albertino (constitución italiana). La dictadura entró en vigencia más adelante, con el asesinato de Giacomo Matteotti y la prohibición de partidos de la oposición.

## Antecedentes
Desde 1919, Benito Mussolini había desarrollado el movimiento fascista incrementando la violencia de su discurso contra los socialistas y comunistas, así como alentando una exaltación de la violencia como arma política y una dura oposición al liberalismo y a la democracia. Sus militantes habían sido organizados como «escuadras de acción» o squadristi encargados de atacar y amedrentar a sus opositores en espacios públicos de toda Italia, recurriendo a la violencia más extrema posible.
Los apedreamientos, las grescas callejeras y los incendios que protagonizaban los fascistas los convirtieron en un movimiento marginal dentro de la política italiana aunque bastante temido en razón de sus ideas populistas que seducían a exsoldados y obreros descontentos tras la Primera Guerra Mundial. Mientras la violencia fascista aumentaba en el país, Mussolini conseguía un escaño en el parlamento italiano en las elecciones de 1921. Inicialmente, la élite conservadora de Italia aceptaba al fascismo como un «mal menor» ante el peligro de un gobierno socialista o comunista; sin embargo, a lo largo de 1922, fue evidente que Mussolini y sus militantes tenían proyectos que amenazaban el propio parlamentarismo que era el sistema político italiano vigente desde los días de la unificación italiana. 
Temiendo que los exaltados fascistas causaran una guerra civil, el gobierno de Luigi Facta buscó el apoyo del escritor ultranacionalista Gabriele D'Annunzio para encabezar una manifestación patriótica el 4 de noviembre de 1922 que festejara el triunfo italiano en la Gran Guerra, lo cual motivó a Mussolini para actuar rápidamente a fin de no ser eclipsado por D'Annunzio.

## Desarrollo de la marcha

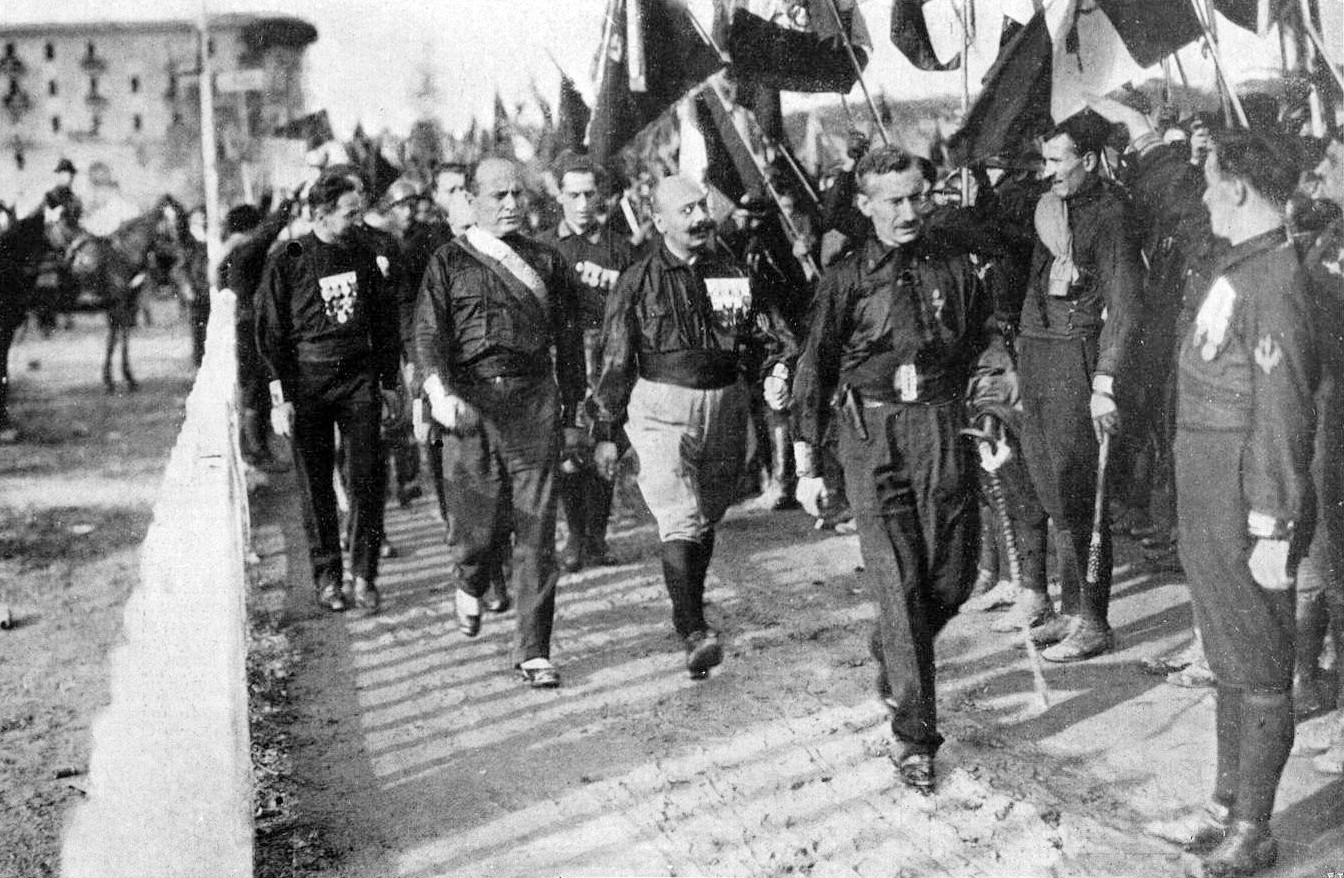
Los camisas negras en Bolonia, con Benito Mussolini al frente, durante la marcha sobre Roma.

Mussolini ordenó a mediados de octubre de 1922 que todos los militantes del Partido Nacional Fascista se preparasen para llevar a cabo manifestaciones públicas masivas en todas las ciudades principales de Italia. Para esa fecha, los fascistas habían conseguido, por medio de agresiones y amenazas varias, forzar la renuncia de casi todas las autoridades socialistas del Norte de Italia, región que dominaron en pocos días, ante la pasividad del ejército y la policía. 
Ante una orden de Mussolini, masas de fascistas se lanzaron tanto a carreteras como a trenes para dirigirse a Roma, con el fin de tomar el poder para su líder. Armados apenas con algunas pistolas, mazas de acero y armas caseras, los camisas negras acudieron a la capital italiana desde el 22 de octubre, amenazando con provocar una guerra civil si las autoridades les cerraban el paso. Los manifestantes fascistas acudieron en ferrocarril, en automóviles o camiones, e incluso a pie aquellos que residían en regiones próximas.

## Posición de Víctor Manuel III
Hacia el 25 de octubre, una gran masa de camisas negras había llegado a las afueras de Roma y su número aumentó en escasos días. Para disolver la amenaza que presentaban los fascistas que llegaban a las afueras de la ciudad, el gobierno del primer ministro Luigi Facta pidió el estado de sitio para la ciudad. 
Sin embargo, el rey Víctor Manuel III rechazó firmar la orden. Esto significó que no ordenó al ejército detener a Mussolini y sus seguidores y sobreponerse por la fuerza a los fascistas. Las razones de la negativa del monarca se han discutido; se ha sugerido que temiese perder su trono si rechazaba cooperar con los fascistas, que deseaba evitar una guerra civil que hubiera estallado de haber ordenado reprimir con violencia a los camisas negras o, incluso, que esperase neutralizar de algún modo a los fascistas «asociándolos» al gobierno nacional.

## Desenlace
Mussolini, ahora seguro de su control sobre los acontecimientos, estaba decidido a controlar el gobierno, y el 29 de octubre el rey le pidió que fuera primer ministro y que formara un gabinete. Viajando desde Milán en tren, Mussolini formó gobierno en Roma el día 30 de octubre. Cerca de 25 000 camisas negras fueron transportados a la ciudad solo ese día, desde donde marcharon en un triunfal desfile ceremonial el 31 de octubre de 1922.
Al día siguiente, Mussolini instaló su gobierno en Roma. Formalmente la dictadura fascista no comenzó de inmediato, sino que los fascistas recurrieron a diversos procedimientos durante los meses siguientes para asegurar el control de todos los mecanismos de poder político.
El gobierno británico también apoyó en secreto el ascenso al poder de Mussolini.